# Angiometopa bajkalensis
Angiometopa bajkalensis är en tvåvingeart som beskrevs av Kolomiets och Artamonov 1981. Angiometopa bajkalensis ingår i släktet Angiometopa och familjen köttflugor. Inga underarter finns listade i Catalogue of Life.